# Luyten b
Pour les articles homonymes, voir Luyten.
Luyten b, appelée plus communément GJ 273 b, est une exoplanète confirmée, probablement rocheuse, en orbite autour de la zone habitable de son étoile, la naine rouge connue sous le nom d'étoile de Luyten. C'est l'une des planètes telluriques les plus proches de la Terre. C'est la troisième exoplanète potentiellement habitable la plus proche, située à une distance de 12,2 années-lumière. Seuls Proxima Centauri b et Ross 128 b sont plus proches. Découverte en même temps que Luyten c — ou GJ 273 c — en juin 2017, Luyten b est une super-Terre d'environ trois fois la masse de la Terre qui ne reçoit que 6 % de lumière solaire de plus que la Terre, ce qui en fait l'une des meilleurs candidates à l'habitabilité.
En octobre 2017, l'organisation à but non lucratif METI (Messaging Extraterrestrial Intelligence) a envoyé un message contenant des douzaines de compositions musicales courtes et un « tutoriel » scientifique vers la planète dans l'espoir de contacter une potentielle civilisation extraterrestre.

## Caractéristiques

### Masse, rayon et température
Luyten b est une super-Terre, ce qui signifie qu'elle a une masse et/ou un rayon supérieur à celui de la Terre, mais inférieurs à ceux d'Uranus ou de Neptune. Les mesures des vitesses radiales montrent que la planète a une masse minimale de 2,89 M⊕, la plaçant au bas de l'échelle des super-Terres. On n'a pas détecté de transit de la planète devant son étoile, par conséquent, sa masse réelle et son rayon ne sont pas connus. Dans l'hypothèse d'une composition similaire à la Terre, Luyten b devrait faire environ 1,4 R⊕. En raison de sa faible masse, la planète est probablement terrestre avec un rayon inférieur à 1,5 R⊕. En outre, c'est l'une des planètes les moins massives trouvées à moins de 20 années-lumière du Système solaire.
La planète reçoit un flux d'énergie incident seulement 6 % supérieur à celui de la Terre. Si on estime son albédo, soit la proportion de lumière réfléchie par la planète, à 0,30, Luyten b aurait une température d'équilibre de 259 K. À titre de comparaison, la Terre a une température d'équilibre de 255 K. Avec une atmosphère semblable à la Terre et dans l'hypothèse de son existence, Luyten b aurait une température de surface moyenne d'environ 292 K (19 °C; 66 °F), très semblable à celle de la Terre.

### Orbite et Rotation
Luyten b gravite autour de son étoile hôte à une distance rapprochée. Sa révolution complète autour de l'étoile de Luyten prend environ 18,6 jours à une distance moyenne de 0,091 UA, une distance beaucoup plus proche que n'est Mercure au Soleil, pour laquelle les caractéristiques orbitales sont une année de 88 jours et un rayon orbital de 0,387 UA. Malgré tout, en raison de la faiblesse de l'étoile hôte, Luyten b se situe juste dans la zone habitable de son système stellaire et reçoit seulement 6 % de lumière solaire en plus que la Terre. Luyten b a une excentricité orbitale modérément élevée de 0,10 ± 0,08, ce qui laisse à la planète la possibilité d'être capturée dans une résonance orbitale — phénomène qui contraint la rotation de la planète et sa période orbitale — et ce par des valeurs de résonances simplifiées de type 3:2 ou 1:2.

### Étoile
L'étoile de Luyten est une naine rouge de taille moyenne de la séquence principale. Comparée au Soleil, elle fait 29,3 % de son rayon, 29 % de sa masse et 0,88 % de sa luminosité, et a une température effective de 3 382 K. Contrairement à beaucoup de naines rouges proches, comme Proxima Centauri, l'étoile de Luyten est très inactive et possède une longue période de rotation de plus de 118 jours.

## Habitabilité
Luyten b est l'une des planètes les plus semblables à la Terre jamais détectée. Le premier facteur de sa potentielle habitabilité est la distance à son étoile hôte. Avec un rayon orbital d'environ 0,0911 UA et compte tenu de la faible luminosité de son étoile, Luyten b se situe bien en orbite dans la zone habitable. On définit la zone habitable comme la région autour d'une étoile où les températures sont telles que l'eau liquide peut s'accumuler à la surface d'une planète, avec une pression atmosphérique suffisante. De nombreux autres facteurs sont également en faveur de l'habitabilité potentielle de Luyten b. Elle fait seulement 2,9 fois la masse de la Terre, ce qui en fait quasi certainement une planète rocheuse. On pense que la transition entre les planètes rocheuses et les planètes gazeuses est à environ 6 M⊕, les planètes dont la masse se situe à ce seuil ou en dessus seraient plus proches des mini-Neptunes. La masse minimale de Luyten b se situe bien au-dessous de la valeur transitionnelle de 6 M⊕, et les chances que sa masse réelle dépasse cette limite ne sont que d'environ 12 %. En plus de sa nature terrestre probable, Luyten b, avec une TEq de 259 K, est assez proche de la température de la Terre. La planète est exposée à un flux d'énergie incident stellaire de 1,06 fois celui de la Terre, pas assez pour provoquer un effet de serre incontrôlé. Alors que les températures seraient probablement beaucoup plus élevées du côté faisant face à l'étoile, une atmosphère assez épaisse pourrait être en mesure de redistribuer la chaleur autour de la planète, offrant ainsi des conditions de vie possibles sur davantage de zones de la planète. Si Luyten b est contrainte par une résonance orbitale avec une période de rotation inférieure ou proche de sa période orbitale, cet effet de redistribution de la chaleur serait plus efficace.
Contrairement à de nombreuses autres exoplanètes potentiellement habitables en orbite autour de naines rouges, comme Proxima Centauri b et les planètes TRAPPIST-1, Luyten b présente l'avantage de tourner autour d'une étoile hôte calme. L'étoile de Luyten a une très longue période de rotation de 118 jours et n'est pas sujette à de puissantes éruptions solaires. Des évènements d'éruption assez puissants peuvent dépouiller les planètes en orbite de leurs atmosphères et ainsi éliminer leurs chances d'habitabilité ; un bon exemple de ce phénomène est l'exoplanète Kepler-438 b. Cependant, avec la faible activité de son hôte, Luyten b est susceptible de conserver une atmosphère pendant des milliards d'années, permettant potentiellement le développement de la vie.
La planète possède une valeur d'indice de similarité avec la Terre (ESI) de 0,86, qu'elle dispute avec Ross 128 b, faisant d'elle la quatrième exoplanète confirmée classée selon cet indice.